# Грантха
Грантха (там. கிரந்த ௭ழுத்து,санскр. ग्रन्थलिपि) — алфавит, распространённый в южной Индии до XVI века нашей эры. Предположительно является одной из ветвей эволюционировавшего письма брахми. Сама грантха заметно повлияла на формирование письменностей малаялам, телугу, тамильской, сингальской и других. Вариант письма использовался паллавами и получил название паллава-грантха. Хотя в наши дни санскрит почти всегда записывается на деванагари, в тамилоязычных частях южной Индии грантха использовалась для записи санскрита вплоть до XIX века: в начале XX века она стала заменяться на деванагари (в религиозных и научных текстах) и обычным тамильским письмом.

## Начертание
Набор знаков для грантха появился в стандарте Unicode 7-й версии . Шрифт, использованный в таблицах ниже, называется e-Grantamil и взят с сайта INDOLIPI.
Данные глифы представляют собой позднюю форму грантха, в которой просматривается общее с современной тамильской письменностью.

### Согласные
Как и остальные абугиды, знаки письма грантха в исходной форме представляют собой слог с гласным «a». Если требуется указать отсутствие «а», используется вирама:

Остальные гласные требуют указания диакритика:

Для обозначения стечений согласных используются лигатуры (это основной способ), при отсутствии таковой применяются надписные согласные (при этом все знаки, кроме нижнего, читаются без гласного).